# ホルヘ・アイスコレタ
ホルヘ・アイスコレタ・フラド（Jorge Aizkorreta Jurado、1974年2月6日 - ）は、スペイン・バスク州バラカルド出身の元サッカー選手。現役時代のポジションはGK。

## 経歴
アスレティック・ビルバオのカンテラで育成され、1995-96シーズンの12月3日、プリメーラ・ディビシオンの第15節レアル・バリャドリード戦にて先発フル出場を果たしたこでトップチームデビューを果たした。
1996年の夏にCDログロニェスへ移籍し、1シーズン目はプリメーラの舞台で27試合に出場したが、チームはセグンダ・ディビシオンへ降格してしまった。その後は2004-05シーズンにエルチェCFで現役を引退するまでセグンダでプレーし続け、セグンダでは通算224試合出場という記録を残した。
また、1996年にはアトランタオリンピックのU-23スペイン代表メンバーに選出されたが、フアン・ルイス・モラに次ぐ第2GKという立場だったため、出場機会は無かった。